# Pháo tự hành chống tăng

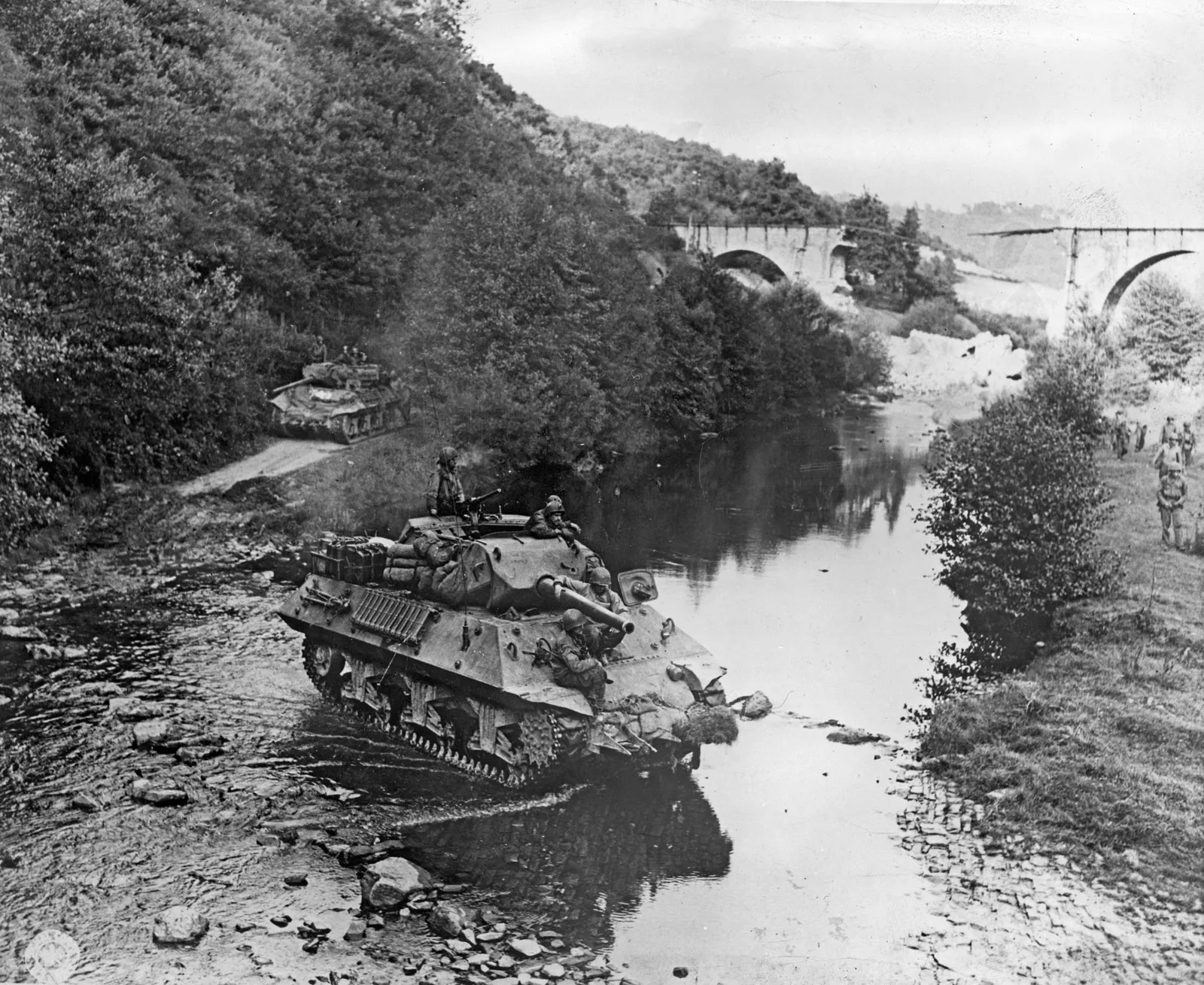
Hai chiếc PTHCT M10 của quân Mỹ tại Pháp

Pháo chống tăng (tiếng Anh: tank destroyer hay tank hunter) là một loại chiến xa được thiết kế riêng để chống lại các phương tiện cơ giới bọc thép của đối phương, đặc biệt là xe tăng.
Sau chiến tranh thế giới thứ 2, Pháo chống tăng không còn được ưa chuộng như trước, khi quân đội khắp nơi trên thế giới không còn mặn mà áp dụng Pháo chống tăng nữa mà chuyển sang học thuyết tăng chủ lực. Việc tấn công các mục tiêu tầm xa được thực hiện bởi những phương tiện chiến đấu thế hệ mới, được trang bị tên lửa tên lửa điều khiển chống tăng . Tuy nhiên, một loạt chiến xa mới, với nhiều đặc điểm giống với pháo tự hành chống tăng lúc trước, xuất hiện trong những năm gần đây với vai trò yểm trợ bộ binh trong những cuộc giao tranh quy mô nhỏ.

## Ưu điểm-nhược điểm-chiến thuật
Được thiết kế để đối đầu với tăng thiết giáp của địch, PTHCT được trang bị hỏa lực rất mạnh so với xe tăng cùng thời,với tầm bắn xa và độ chính xác cao hơn.Giáp trụ thường được gia cố tốt hơn, nhất là giáp trước. Ngoài ra một số loại PTHCT cơ động hơn so với xe tăng,giúp việc tiếp cận mục tiêu và tránh hỏa lực địch được dễ dàng hơn. PTHCT còn có thể sản xuất số lượng lớn với chi phí thấp,đặc biệt khi sử dụng cùng khung gầm với xe tăng. Ngoại trừ một số thiết kế của Hoa Kỳ và Anh Quốc,đa phần pháo tự hành chống tăng có dạng hình hộp và hoàn toàn không có tháp pháo.Nhờ đó mà dung tích thân xe cũng lớn hơn,giúp chứa nhiều đạn dược và tổ lái được thoải mái nhất có thể khi tác chiến.
Tuy nhiên PTHCT không thể đảm đương tất cả vai trò như xe tăng,nhất là trong tấn công.Chúng gần như vô dụng trong môi trường chiến tranh đô thị.Với thiết kế hoàn toàn không có tháp pháo,việc tiếp cận nhiều mục tiêu từ nhiều hướng khác nhau thường rất khó khăn do toàn bộ thân xe phải quay sang phải hoặc sang trái 360°,một quá trình mất nhiều thời gian so với việc sau này khi khoa học quân sự phát triển vượt bậc mới dần có pháo tự hành chống tăng có tháp pháo và thân xe xoay hoàn toàn độc lập với nhau giống như chỉ xoay tháp pháo trên xe tăng.Nếu như xích xe bị phá hủy,chiến xa sẽ bị vô hiệu hóa hoàn toàn.Bộ binh cũng có thể là một mối đe dọa lớn (một số loại PTHCT thời kì đầu có thể bị tiêu diệt dễ dàng chỉ với vũ khí cầm tay cơ bản).Ngoài ra cách bố trí thời đó hoàn toàn không có tháp pháo làm tổ lái dễ bị tổn thương hơn khi pháo bị bắn trúng.
Thế nên PTHCT chủ yếu được dùng trong nhiệm vụ phòng thủ,yểm trợ và mai phục từ tuyến hai 
hạn chế giao tranh tầm xa,sử dụng triệt để độ chính xác và khả năng ngụy trang. Với độ cơ động cao,PTHCT còn có thể thay đổi hướng tiếp cận mục tiêu hoặc di chuyển đến vị trí mai phục khác khi cần thiết.

## PTHCT thời Chiến tranh thế giới thứ hai
Chiến tranh thế giới thứ hai là giai đoạn phát triển của pháo chống tăng tự hành. Những mẫu thiết kế rất đa dạng, từ những giải pháp tạm thời (như dòng pháo Marder của Đức Quốc xã) đến những thiết kế phức tạp và hiệu quả. Một ví dụ cụ thể là hai loại pháo chống tăng tự hành Marder III và Jagdpanzer 38 Hetzer. Cả hai đều được dựa trên cùng một khung gầm Panzer 38(t) , nhưng thiết kế của dòng pháo Marder đơn giản hơn, gắn một khẩu pháo chống tăng lên khung gầm của một dòng xe tăng đã lỗi thời. Mặt khác, dòng pháo chống tăng Hetzer hi sinh một phần hỏa lực để đổi lấy lớp giáp được thiết kế phức tạp nhưng hiệu quả, dễ ngụy trang trên chiến trường. Ở giai đoạn này, các học thuyết cũng như đặc điểm của PTHCT giữa các nước rất khác nhau.

### Các mẫu PTHCT của Ba Lan
Hai loại pháo tự hành chống tăng đầu tiên của Ba Lan chính là mẫu TK3 và TKS với pháo chính có cỡ nòng 20 mm và một mẫu khác có cỡ nòng 37 mm. Tuy nhiên hiệu quả của chúng trên chiến trường trước quân Đức xâm lược không cao (nếu không muốn nói là quá kém), khiến cho các dự án bị hủy bỏ.

### Các mẫu PTHCT của Đức
Pháo chống tăng tự hành của Đức Quốc xã có thể được phân ra làm 2 dòng riêng biệt: Dòng Panzerjäger và dòng Jagdpanzer.
Loại pháo tự hành chống tăng đầu tiên được Đức phát triển là Panzerjäger I ("thợ săn tăng"), được trang bị pháo chống tăng Skoda 47 mm lắp trên khung gầm tăng Panzer I và được bọc giáp rất sơ sài, chỉ ở phía trước và 2 bên. Tương tự như Panzerjäger I, Marder II được thiết kế và lắp ráp dựa trên khung tăng Panzer II và trang bị một loại pháo có cỡ nòng 7.62 cm của Hồng Quân (sau này là pháo 7.5 cm Pak 40 của Đức). Mẫu cuối cùng của dòng này là Marder III (hay còn được biết đến với tên gọi Marder 38t), với khung gầm tăng Panzer 38(t). Phiên bản cuối cùng của dòng Panzerjäger là Ferdinand với pháo chống tăng 8.8 cm PaK 43/2 L/71.
Nếu như đặc điểm của dòng Panzerjäger là hi sinh một lượng lớn áo giáp để đổi lấy hỏa lực mạnh, thì dòng Jagdpanzer lại được trang bị một lớp giáp dày đáng kể so với xe tăng ở cùng thời kì. Một trong những thành công lớn nhất của dòng pháo chống tăng này là PTHCT Sturmgeschütz III (StuG III) với hơn 10000 chiếc được sản xuất. Được dựa trên khung gầm tăng Panzer III, vốn đã lỗi thời trước xe tăng T-34 và KV-1 của Liên Xô. Việc loại bỏ tháp pháo cho phép lắp đặt những loại súng có cỡ nòng lớn hơn, hiệu quả hơn khi đối đầu với xe tăng hạng nặng. giáp trước cũng được gia tăng đáng kể. Sự khác nhau lớn nhất giữa hai dòng PTHCT của Đức là lớp giáp dày bốn phía của dòng tăng Jadgpanzer. Cho phép kíp lái được an toàn trước vũ khí cầm tay của bộ binh.

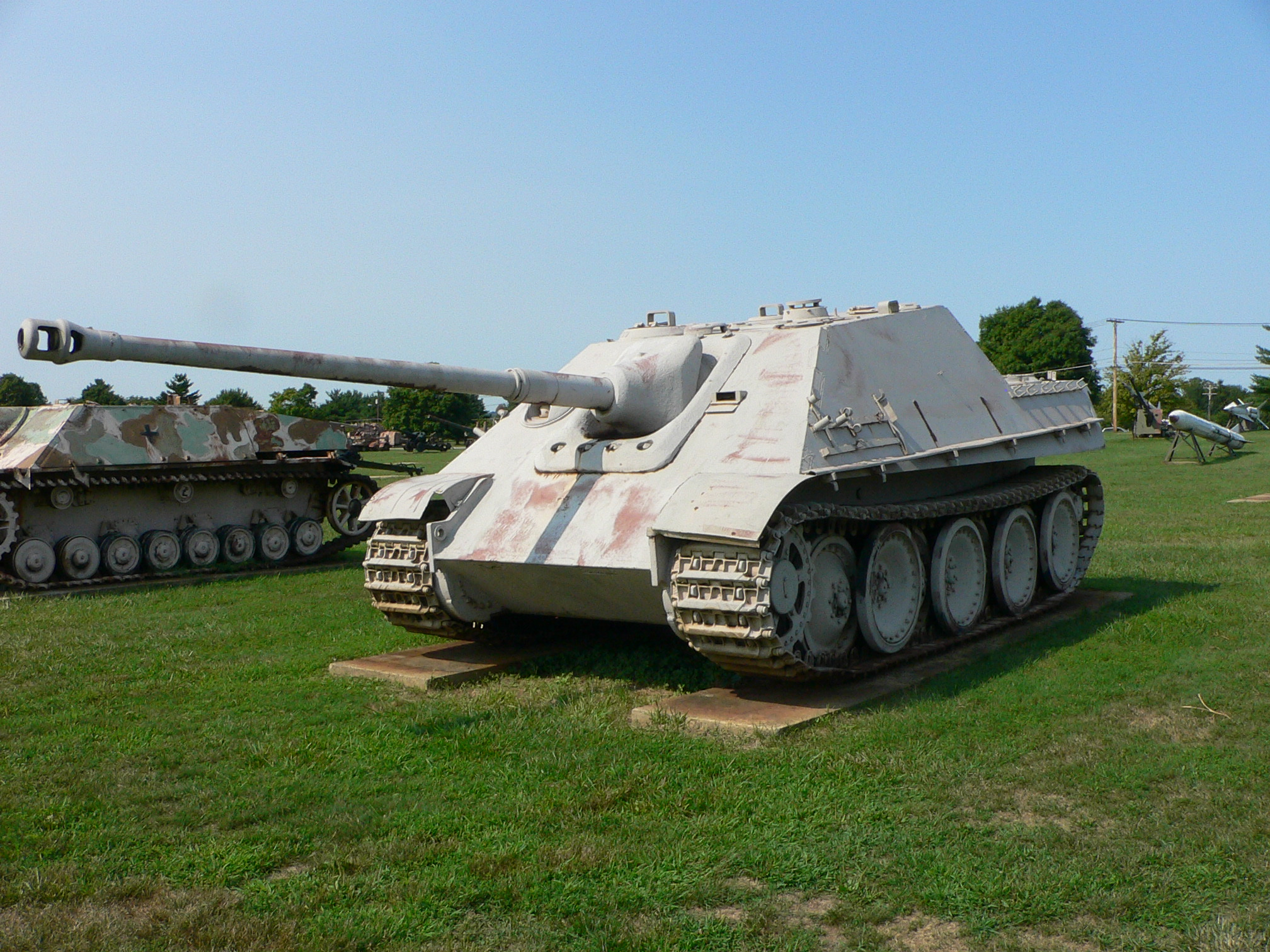
Jagdpanther

Các phiên bản phát triển khác của sê ri PTHCT này gồm có: Jagdpanzer 38 "Hetzer", Sturmgeschütz IV, Jagdpanzer IV, Jagdpanther và Jagdtiger đều được trang bị các loại pháo có cỡ nòng từ 75–128 mm, bọc giáp nặng từ 60mm-200mm. Trong đó Jagdpanther và Jagdtiger là hai loại PTHCT được lắp ráp dựa trên khung của hai loại tăng nổi tiếng là Tiger II (tăng con cọp) và Panther (tăng con báo).Trong lịch sử thế chiến II, Jagdtiger là loại PTHCT được bọc giáp nặng nhất và có vũ khí được đánh giá là mạnh nhất.

### Các mẫu PTHCT của Liên Xô

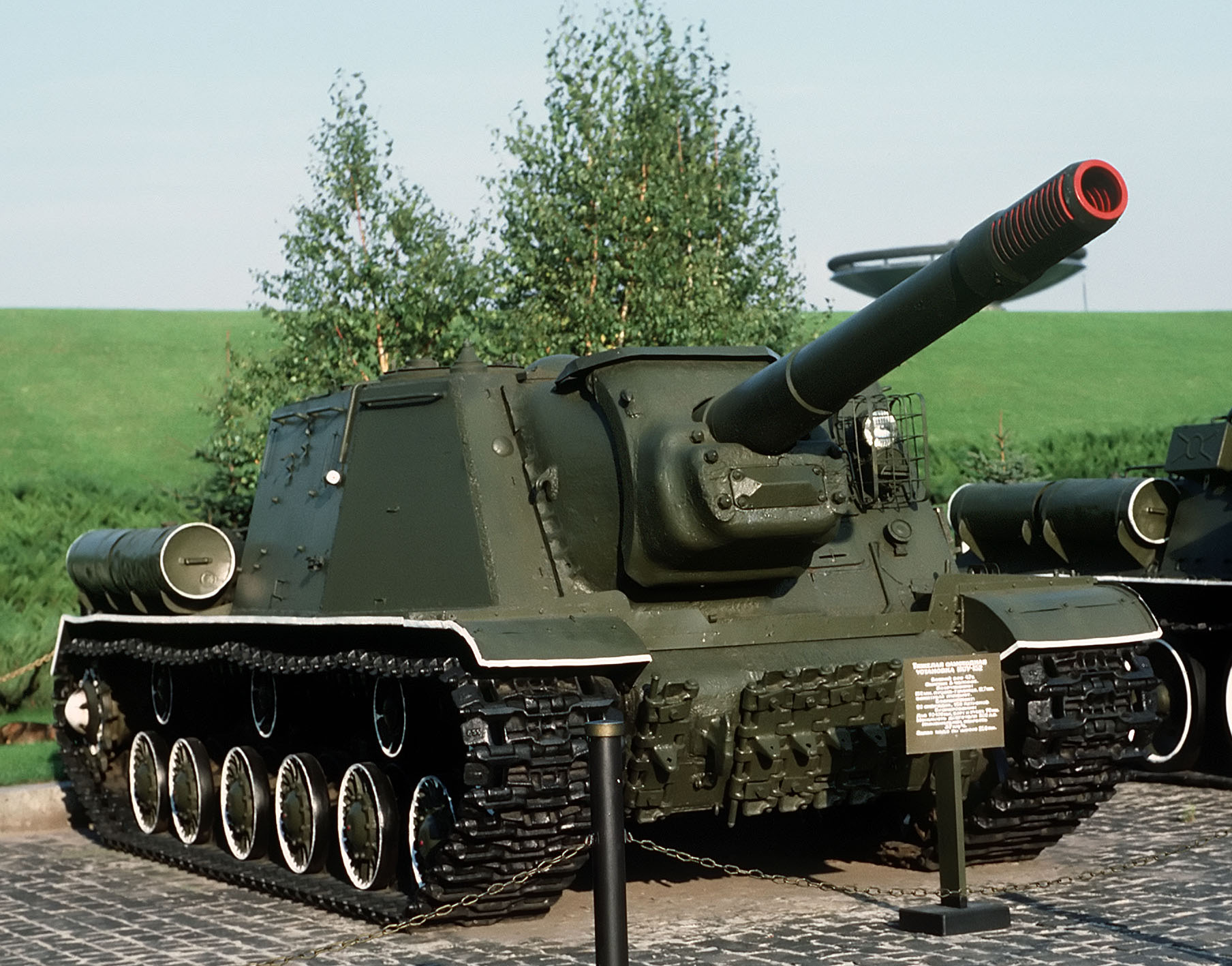
ISU-152

Giống như PTHCT dòng Jadgpanzer của Đức, các loại PTHCT của Liên Xô ("SU" hay "Samokhodnaya ustanovka") cũng được lắp trên khung tăng và không sử dụng tháp pháo. Tuy nhiên, các loại PTHCT của Liên Xô thường nhỏ gọn, đơn giản hơn, do đó quá trình chế tạo nhanh hơn của Đức nhưng vẫn có thể lắp được pháo chính nặng, có sức công phá cao. PTHCT SU-85 (trang bị pháo có cỡ nòng 85 mm) và SU-100 (trang bị pháo có cỡ nòng 100 mm) đều được lắp ráp trên khung tăng T-34. Giống như hai mẫu trên, ISU-122 (trang bị pháo có cỡ nòng 122 mm) và ISU-152(trang bị pháo có cỡ nòng 152 mm) cùng được lắp ráp trên khung tăng IS-2, có biệt danh "Zveroboy" (tạm dịch là "kẻ giết quái thú") vì thành tích tiêu diệt được các loại tăng và pháo tự hành hạng nặng của Đức như Tiger II, Panther, Elefant. ISU-152 được đánh giá là gần ngang bằng về cả sức chiến đấu, hỏa lực và lớp giáp bọc với Jagdtiger.Nòng pháo M-1937/43 của ISU-152 bắn ra loại đạn nặng có thể thổi tung giáp của bất cứ loại tăng nào của Đức.
Vào năm 1943, Liên Xô chế tạo thêm mẫu SU-76 dựa trên khung tăng T-70.Số SU-76 được dùng để hỗ trợ bộ binh và phá hủy các công trình quân sự.

### Các mẫu PTHCT của Mỹ

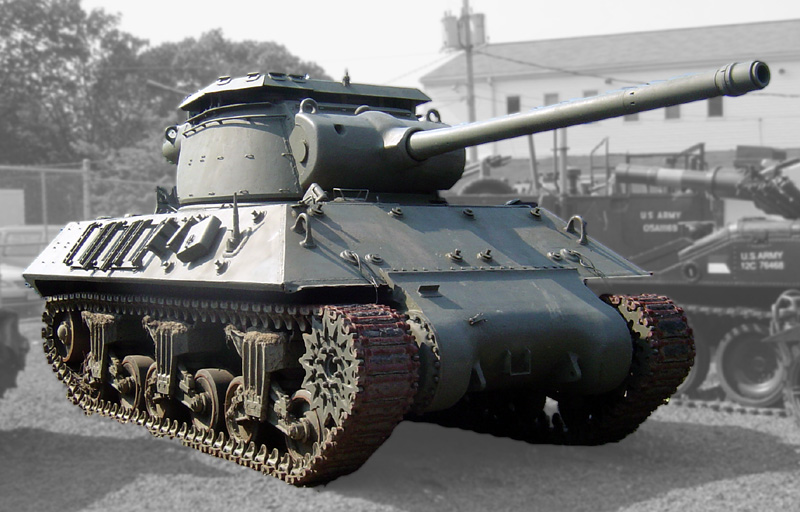
PTHCT M36 của Mỹ

Quan điểm về PTHCT của Hoa Kỳ và Anh khác với Đức và Liên Xô. Được xây dựng sau sư kiện Pháp thất thủ, học thuyết của Mỹ cho rằng các lực lượng quân Đồng Minh sẽ phải đối mặt với một lượng lớn xe tăng địch tấn công đồng loạt. Thay vì tấn công mặt đối mặt, chiến thuật đánh thúc sườn được chú trọng, do đó đòi hỏi PTHCT phải có tháp pháo. Bên cạnh đó, các tướng lãnh trong quân đội tin rằng việc thay đổi vị trí sau vài loạt đạn là cần thiết, nên các nhà thiết kế tập trung nâng cao tính cơ động cho các dòng pháo tự hành chống tăng của họ qua việc hi sinh một phần lớp giáp bảo vệ.PTHCT Mỹ được thiết kế để có thể hoạt động khá linh hoạt và được trang bị vũ khí hạng nặng. Khác với các loại PTHCT của Liên Xô và Đức, nhiều loại PTHCT của Mỹ sử dụng tháp pháo "hở", nhằm giảm bớt trọng lượng và lắp được pháo lớn hơn so với các tháp pháo "kín" của xe tăng thông thường. Một trong những mẫu PTHCT đầu tiên của Mỹ chính là M3 Half-track (xe tải bánh hơi kết hợp xích, trang bị pháo chính M1897 75mm). Mẫu thứ hai là Dodge 3/4 (được trang bị một khẩu pháo chống tăng 37mm).Tiếp theo là các mẫu 3in Gun Motor Carriage M10 "Wolverine", 90mm Gun Motor Carriage M36 "Jackson" và 76mm Gun Motor Carriage M18 "Hellcat".Trong đó mẫu M18 là thành công nhất vì nó di chuyển rất nhanh và trang bị pháo chính có cỡ nòng 76mm.

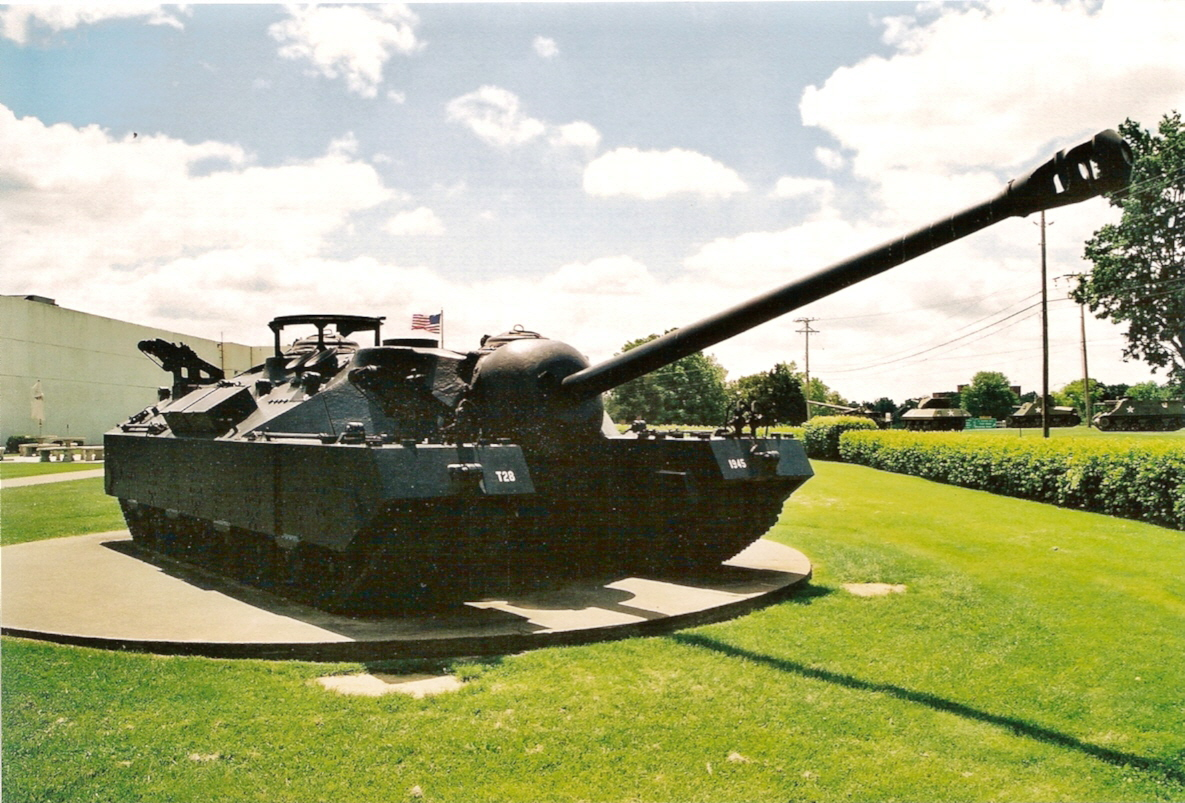
Siêu pháo tự hành chống tăng T28 (sau này là T95).Điều đáng Chú ý nhất là để ý đến lớp bánh xích kép của nó

Trong tất cả các mẫu PTHCT của Mỹ, chỉ có M18 và M36 là có thể đối đầu với các loại PTHCT hạng nặng khác của Đức. Nhưng vì thiết kế tháp pháo hở và lớp giáp bọc còn quá mỏng khiến cho hai loại PTHCT này có thể bị phá hủy một cách dễ dàng. Thiết kế duy nhất của Mỹ về một loại PTHCT không tháp pháo là T28, với ý định bẻ gãy phòng tuyến Siegfried của quân Đức.Thiết kế này sử dụng pháo 105mm T5E1, được bọc giáp rất nặng (tổng cộng lên đến 100 tấn). Tuy nhiên chiến tranh kết thúc trước khi chúng được đưa vào sản xuất hàng loạt.

### Các mẫu PTHCT của Anh
Trong thời kì này, quân đội Anh đã phát triển một sê ri pháo chống tăng khá hiệu quả để trang bị cho thiết giáp của họ, bao gồm pháo 40mm QF 2 Pounder, pháo 57mm 6 Pounder. Nổi bật nhất là pháo 75mm QF 17 Pounder, được xem là một trong những loại pháo chống tăng hiệu quả nhất của thế chiến thứ 2. Tuy nhiên, do việc thiếu hụt tài nguyên cũng như không có một loại xe tăng phù hợp trong giai đoạn đầu của cuộc chiến, các nhà kĩ sư đã tìm cách lắp pháo này (QF 17 Pounder) lên các khung gầm tăng mà họ có. Điều này đã dẫn đến một loạt những thiết kế khác nhau.
Pháo tự hành chống tăng Archer, được dựa trên khung gầm tăng hạng nhẹ Valentine, là một trong số đó, với kiểu thiết kế khá giống với dòng PTHCT Marder của Đức. Điểm nổi bật là pháo được bố trí quay về phía sau, khiến tổ lái phải quay ngược xe lại nếu muốn giao tranh với địch. Điều đáng ngạc nhiên là kiểu thiết kế này tỏ ra khá hiệu quả. Chiều dài của xe được rút ngắn, giúp ngụy trang hiệu quả hơn. Bên cạnh đó, việc thoái lui sau khi giao tranh cũng khá dễ dàng.
Ngoài ra còn phiên bản 17pounder SP Achilles, là một biến thể đặc biệt của dòng PTHCT M10 "Wolverine", sử dụng pháo QF 17 Pounder (thay vì pháo 3inch gun M1 của Mỹ).
Một thiết kế khác của người Anh có nhiều điểm tương đồng với dòng Jadgpanzer của Đức và SU của Liên Xô là PTHCT Churchill 3 inch Gun Carrier, kết hợp khung gầm xe tăng hạng nặng Churchill với pháo 76.2mm QF 3-inch 20 cwt trong một khung hình hộp chữ nhật. Tuy nhiên không có chiếc nào được nhận vào biên chế do nhu cầu chống lại lực lượng tăng và thiết giáp Phát xít giảm dần về cuối cuộc chiến. Hơn nữa, một thiết kế khác, xe tăng Cruiser Mk VIII Challenger (sau này là Avenger), tỏ ra ưu việt hơn. PTHCT Tortoise (rùa cạn) là biến thể cuối cùng của dòng tăng này. Được trang bị pháo 94mm 32 Pounder và rất nhiều giáp, nhưng dòng PTHCT này cũng ko được nhận vào biên chế.

## Pháo tự hành chống tăng thời hiện đại
Ngày nay, có rất nhiều phương tiện chiến đấu được sử dụng để chống tăng như trực thăng, máy bay phản lực... Tuy nhiên vẫn còn tồn tại các sư đoàn chống tăng sử dụng các loại xe tăng có tầm tác xạ cao cũng như các loại tên lửa đối đất.
Các loại pháo chống tăng hiện đại đều sử dụng tên lửa chống tăng (ATGM), lắp ráp dựa trên khung tăng khác, đôi khi còn được lắp ráp dựa trên khung của một loại xe vận tải bọc thép (APC). Ví dụ điển hính nhất của loại này chính là M901 ITV (của quân đội Mỹ), NM142 (của quân đội Na Uy)-cả hai loại đều được lắp ráp dựa trên khung xe thiết giáp M113.Một vài mẫu khác của Liên Xô được lắp ráp dựa trên khung xe do thám BRDM. Hai loại khác của Đức và Anh là FV438 Swingfire, FV102 Striker được lắp ráp trên khung xe chiến đấu HS 30, Marder IFV.
Quân đội Mỹ kết hợp sư đoàn chống tăng với một sư đoàn thiết giáp khác nhằm có thể bảo vệ một cách tốt nhất các sư đoàn chống tăng sử dụng tên lửa đối đất tấn công từ đằng xa.
Quân đội Ý và Tây Ban Nha có chế tạo một số mẫu PTHCT di chuyển bằng bánh hơi, với pháo chính 105 mm, loại PTHCT có đặc điểm là di chuyển và phòng vệ rất tốt nhưng có nhược điểm là không thể tác xạ mục tiêu từ một khoảng cách xa. Một ví dụ điển hình về loại này chính là chiếc B1 Centauro và hệ thống M1128. Các phiên bản sau được trang bị thêm thiết bị định hướng đầu đạn và có thể thay đạn tự động. Quân đội Canada dự định thay thế các xe tăng Leopard I mua từ Đức bằng hệ thống M1128 của quân đội Mỹ. Nhưng do lớp giáp của M1128 chỉ dày có 14,5mm (dễ bị các loại bom đặt dưới đường đi phá hủy) nên quân đội Canada đã quyết định tiếp tục mua 100 chiếc Leopard 2 nữa từ Đức.
Quân đội Nga đã đưa vào sử dụng 2S25 Sprut-SD từ năm 2005. Đây là loại pháo tự hành chống tăng bánh xích dùng pháo cỡ nòng 125 mm. Ngoài ra, sự kết hợp giữa hệ thống tên lửa điều khiển chống tăng 9M133M Kornet-M với xe tải bộ binh cơ động bọc thép nhẹ Tigr tạo thành hệ thống Kornet-D cũng đã được đưa Quân đội Nga đưa vào sử dụng từ năm 2015.
Quân đội Nhật và Quân đội Trung Quốc đều phát triển các dòng pháo tự hành chống tăng riêng của mình.

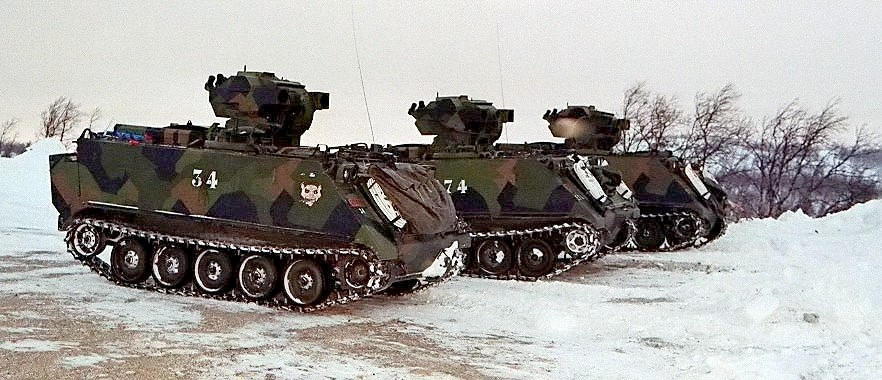
Một tiểu đội NM142 của quân đội Na Uy
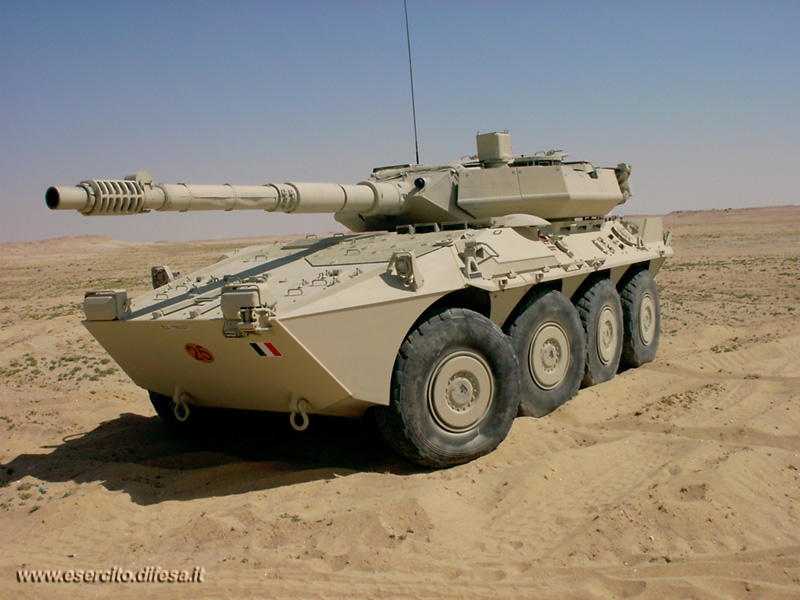
Một chiếc B1 Centauro tại Iraq
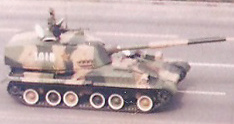
Một cỗ pháo tự hành diệt tăng bánh lốp của Lục quân Trung Quốc trong một cuộc diễu binh năm 1999 kỷ niệm 50 năm thành lập nước Cộng hòa Nhân dân Trung Hoa
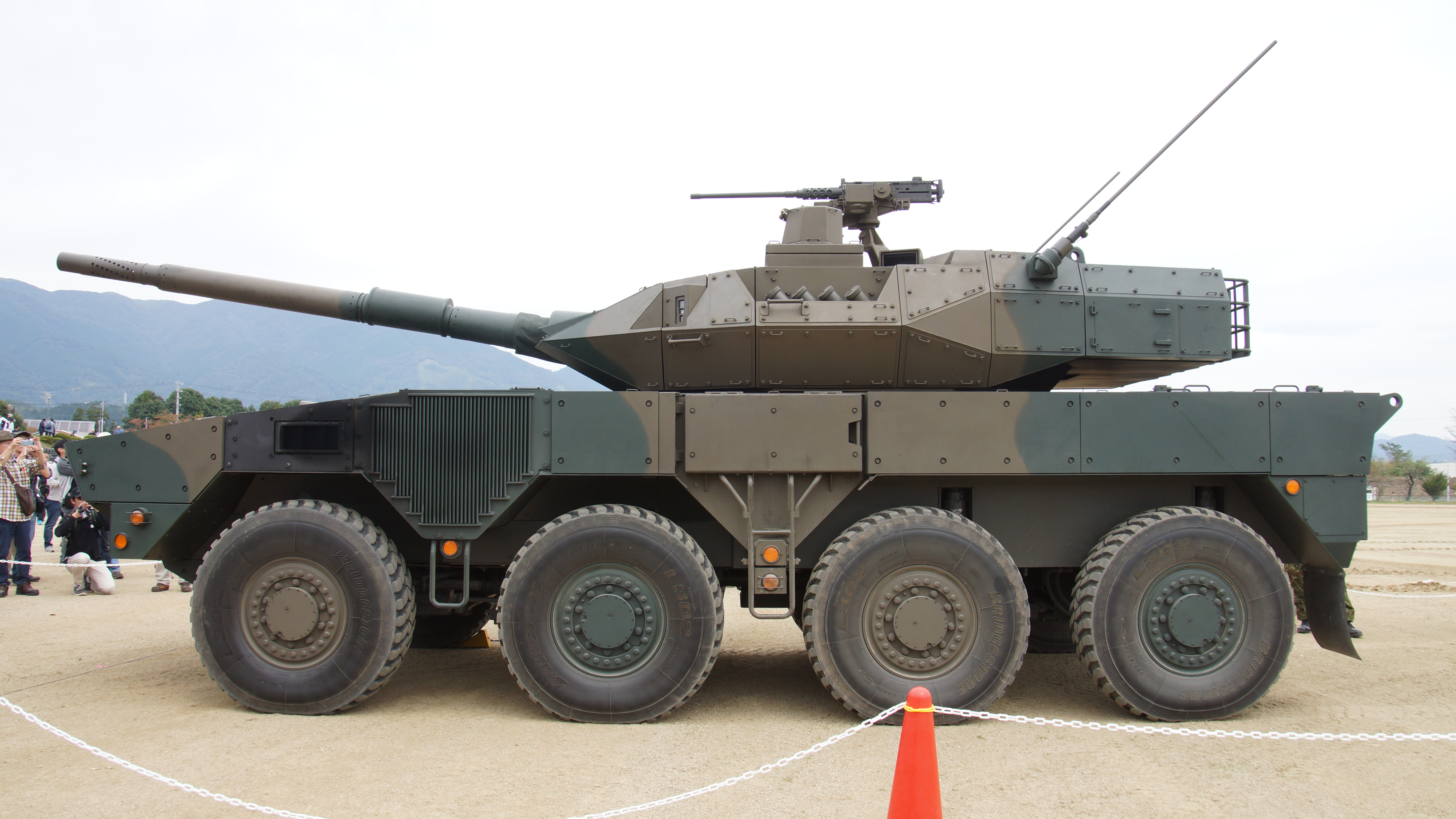
Xe chiến đấu cơ động Kiểu 16 của Lực lượng phòng vệ mặt đất Nhật Bản.
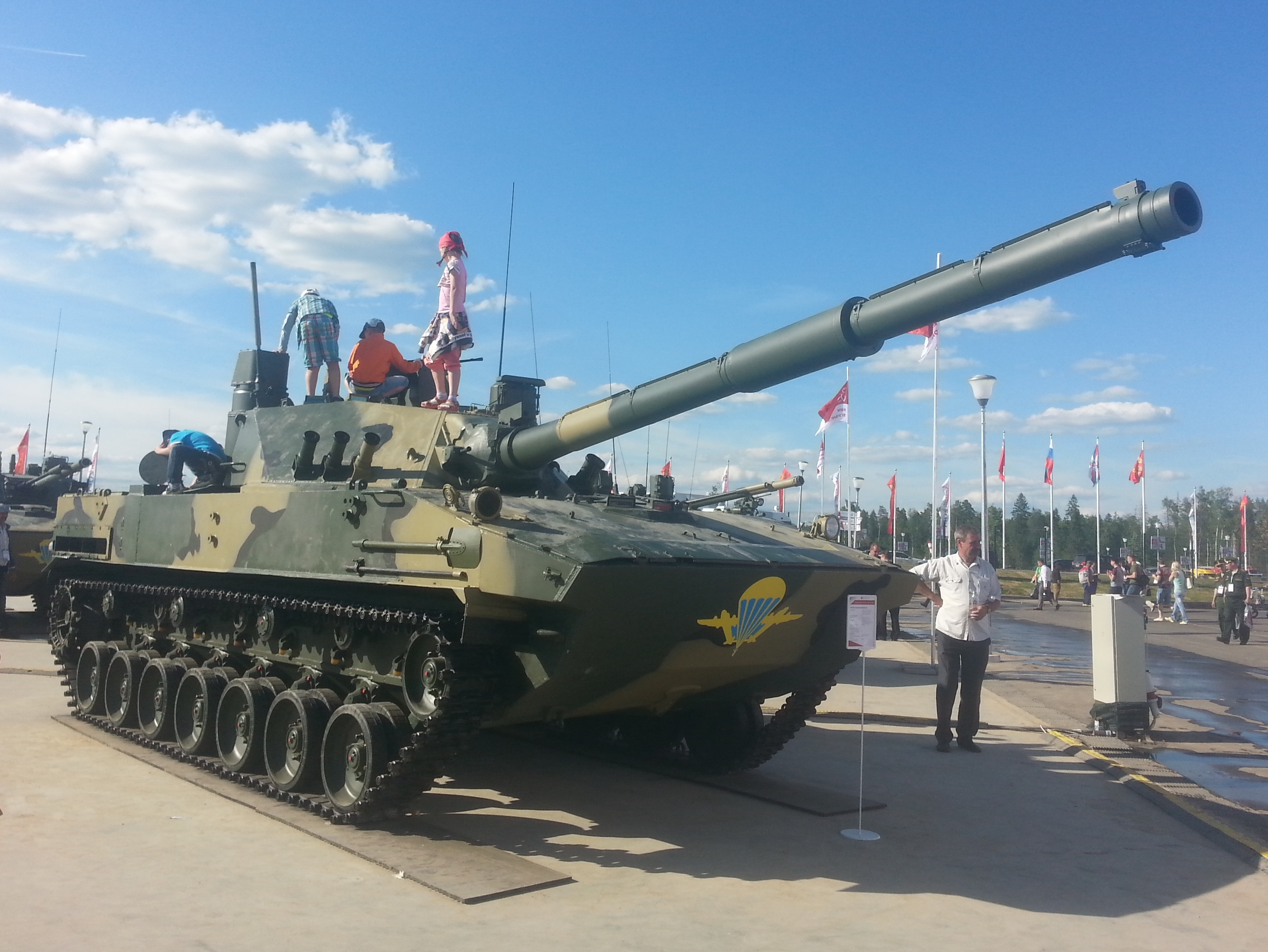
Pháo tự hành chống tăng bánh xích - xe tăng hạng nhẹ 2S25 Sprut-SD của Quân đội Liên bang Nga
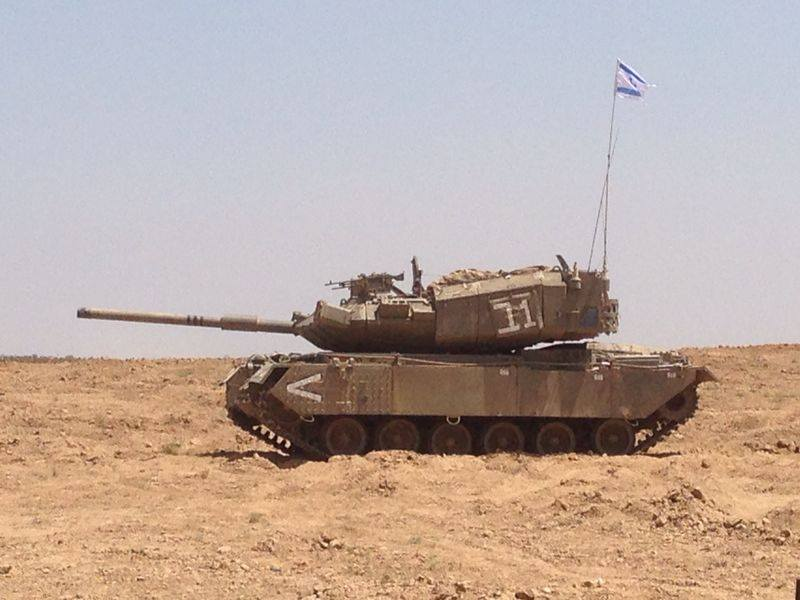
Pháo tự hành chống tăng Pereh của Israel gồm xe bọc thép bánh xích với tháp pháo phóng tên lửa Spike